# Jordyn Wieber
Jordyn Marie Wieber (* 12. Juli 1995 in DeWitt, Michigan) ist eine ehemalige US-amerikanische Kunstturnerin, mehrfache US-Meisterin, Weltmeisterin und Olympiasiegerin.

## Werdegang
Jordyn Marie Wieber wurde als drittes von vier Kindern in Michigan geboren. Sie wuchs in einem sportorientierten Haushalt auf. Ihre Mutter war Leichtathletin, die ältere Schwester Lindsay ist Marathonläuferin, während ihr älterer Bruder Ryan American Football und ihre jüngere Schwester Kyra Fußball spielen.
Im Alter von vier Jahren fing Jordyn mit dem Turnen an. 2002 qualifizierte sie sich für das National Top Diamond Team der 5- bis 8-jährigen Turner. Im Jahr darauf errang sie als Level-5-Turnerin bei der Early State Championship gleich vier Siege (Sprung, Stufenbarren, Bodenturnen und im Mehrkampf). In der nächsthöheren Klasse erreichte sie bei den Michigan State Championships 2004 den zweiten Platz im Mehrkampf.
Jordyn konnte sich 2006 für die Junior Olympic Championships in Oklahoma City qualifizieren. Im Mehrkampf und im Bodenturnen erturnte sie sich zwei zweite Plätze. Hinzu kam ein 10. Platz im Mehrkampf bei den US Classics in Kansas City, womit sie sich für die US-Juniorenmeisterschaften qualifizieren konnte. Hier kam sie sowohl am Schwebebalken als auch im Mehrkampf jeweils auf Platz 9 und fand somit Aufnahme in den US-Nationalkader.
Ihr erster Einsatz für das US-Team erfolgte 2007 bei den Junior Pan American Championships in Guatemala. Insgesamt stand Jordyn Wieber fünfmal auf dem Siegerpodest: dreimal als Siegerin (Mehrkampf, Stufenbarren und Schwebebalken), einmal als 2. (Mehrkampf) und einmal als 3. (Bodenturnen). Bei den folgenden US-Juniorenmeisterschaften errang sie zwei zweite Plätze (Sprung und Schwebebalken) und zweimal Platz 3 (Stufenbarren und Mehrkampf).
Das Jahr 2008 wurde für Wieber sehr erfolgreich. Sie wurde US-Juniorenmeisterin im Mehrkampf, beim Bodenturnen und beim Sprung, hinzu kamen ein 2. Platz auf dem Schwebebalken und ein 3. Platz am Stufenbarren. Zudem gelang ihr ein Mehrkampfsieg bei einem internationalen Turnier in Belgien, dem Top Gym. Im Folgejahr konnte Jordyn beim American Cup vier Siege einfahren (Mehrkampf, Sprung, Stufenbarren und Schwebebalken).
Verletzungsbedingt musste Jordyn ein Jahr pausieren. Zuerst zog sie sich eine Verletzung an der Oberschenkelmuskulatur zu, dann folgte eine Knöchelverletzung. 2010 versuchte sie ihr Comeback bei den US-Meisterschaften, musste den Wettkampf jedoch kurz nach dem Start aufgeben.
Erst 2011 konnte sie wieder ins Wettkampfgeschehen eingreifen. Als Ersatzstarterin wurde sie zum American Cup mitgenommen und kam dort auch etwas überraschend zum Einsatz. Siege im Mehrkampf, Sprung, beim Bodenturnen und auf dem Schwebebalken verhalfen ihr zu einem glänzenden Comeback, was sie durch drei Siege bei den US-Meisterschaften (Mehrkampf, Bodenturnen und Stufenbarren) sowie einem dritten Platz auf dem Schwebebalken bestätigte. Die Turn-Weltmeisterschaften 2011 in Tokio wurden zu einem ersten Karrierehöhepunkt Jordyn Wiebers. Sowohl mit der Mannschaft als auch im Mehrkampf wurde sie Weltmeisterin, dazu kam eine Bronzemedaille am Schwebebalken.

### Olympische Sommerspiele 2012
Die Olympischen Sommerspiele 2012 in London sollten nach dem dritten Triumph beim American Cup sowie einem weiteren US-Meistertitel im Mehrkampf ein weiteres Highlight für Wieber werden. Sie gewann auch mit der Mannschaft die Goldmedaille, wobei ihre Einsätze beim Sprung am Boden und am Stufenbarren jeweils als Streichresultate dienten. Durch das olympische Reglement, das für die Gerätefinals höchstens zwei Starter pro Nation erlaubte, konnte sie sich nur noch für das Finale im Bodenturnen qualifizieren. Dort erreichte sie Platz 7. Als Grund für die für sie selber enttäuschende Olympiateilnahme gab sie in einem Interview mit USA Today vom 22. August 2012 einen Ermüdungsbruch an. Sie ließ diese Verletzung jedoch nicht als Alibi gelten. Wieber nahm im Herbst 2012 an der „Kellogg's Tour of Gymnastics Champions“ teil.
Von 2013 bis 2017 studierte sie an der UCLA Psychologie. Außerdem war sie dort als Managerin der UCLA-Turnmannschaft tätig.
Am 6. März 2015 gab Jordyn Wieber ihren Rücktritt bekannt.

## Missbrauch im US-Turn-Team
Am 19. Januar 2018 sagte Wieber vor Gericht aus, dass sie wie 140 andere Frauen vom langjährigen Teamarzt von USA Gymnastics Larry Nassar missbraucht wurde.